# Coleophora aglabitella
Coleophora aglabitella é uma espécie de mariposa do gênero Coleophora pertencente à família Coleophoridae.